# 1136
Évszázadok: 11. század – 12. század – 13. század
Évtizedek: 1080-as évek – 1090-es évek – 1100-as évek – 1110-es évek – 1120-as évek – 1130-as évek – 1140-es évek – 1150-es évek – 1160-as évek – 1170-es évek – 1180-as évek
Évek: 1131 – 1132 – 1133 – 1134 –  1135 – 1136 – 1137 – 1138 – 1139 – 1140 – 1141

## Események
- IV. Lipót osztrák őrgróf trónra lépése.
- A párizsi Saint-Denis-székesegyház építésének befejezése.
- Pierre Abélard megírja Historia Calamitatum című művét, melyben feltárja kapcsolatát Héloïse-szel.
- II. Béla magyar király visszafoglalja Dalmácia egy részét Split városával együtt.[1]

## Születések
- III. (Szent) Humbert savoyai gróf († 1188).

## Halálozások
- november 15. – III. Lipót osztrák őrgróf, más néven Szent Lipót, Ausztria védőszentje